# 尤金·古斯特曼
尤金·古斯特曼（英語：Eugene Goostman），是一个人工智能聊天机器人。初始版本由三个计算机程序员共同研发出来——来自俄罗斯的弗拉基米尔·维希洛夫（Vladimir Veselov）、谢尔盖（Sergey Ulasen）、来自乌克兰的尤金·杰姆琴科（Eugene Demchenko）——于2001年在圣彼得堡开发。古斯特曼的形象定位是一名十三岁的乌克兰男孩，科研人员尽可能地使其个性和认知水平更加合理可信、并为用户所接受。
古斯特曼自诞生以来，已经完成了一系列的图灵测试，也夺得罗布纳奖的第二名。2012年6月，在艾伦·图灵百年诞辰举行的图灵测试活动中，古斯特曼获得了这项最严苛的测试竞赛的冠军，其测试通过率高达29.2%，仅一步之遥就可以被认证为人工智能。而在2014年6月7日，在艾伦·图灵逝世60周年纪念日时，古斯特曼测试通过率为33%，可以认定其为人工智能机器；最终，活动组织者Kevin Warwick认定古斯特曼已经通过了图灵测试，按照图灵的预测，到2000年时，人工智能机器在经过五分钟的提问之后，可能就会骗过30%的人类判断，让人相信对方是真实的人类，而非计算机。。

## 个性
尤金·古斯特曼的形象定位是一名来自乌克兰的十三岁男孩，他有一个天竺鼠宠物，其父亲是一名妇产科医生。古斯特曼被设计成一个拥有“高度可信度”的个性的机器人。而该机器人的年龄设定是很有讲究的，弗拉基米尔·维希洛夫表示，13岁是一个不会太幼稚无知，也不会太成熟世故的年龄。而机器人的低龄也可以让人类更多地原谅其在对话、互动过程中出现的一些不太严重的语法错误。2014年，科研人员的工作主要是致力于提升、完善该台机器人的对话控制终端，这项工作可以让古斯特曼能够说出更符合人类表达习惯的语言对话。而日后的科研攻关也主要致力于完善古斯特曼的“对话逻辑”算法。

## 荣誉
尤金·古斯特曼完成了一连串的图灵测试，2001年、2005年和2008年的罗布纳人工智能测试竞赛（Loebner Prize）中荣获亚军。2012年6月23日，古斯特曼在位于米尔顿凯恩斯的布莱切利公园举行的纪念图灵百年诞辰的图灵测试竞赛中获胜。这次竞赛主要有5台机器人、25名人类和三十名评委参与，是有史以来规模最大的一次竞赛。经过一系列的五分钟对话后，29%的评委相信古斯特曼拥有人工智能。